# Vorster & Stolle Motoren

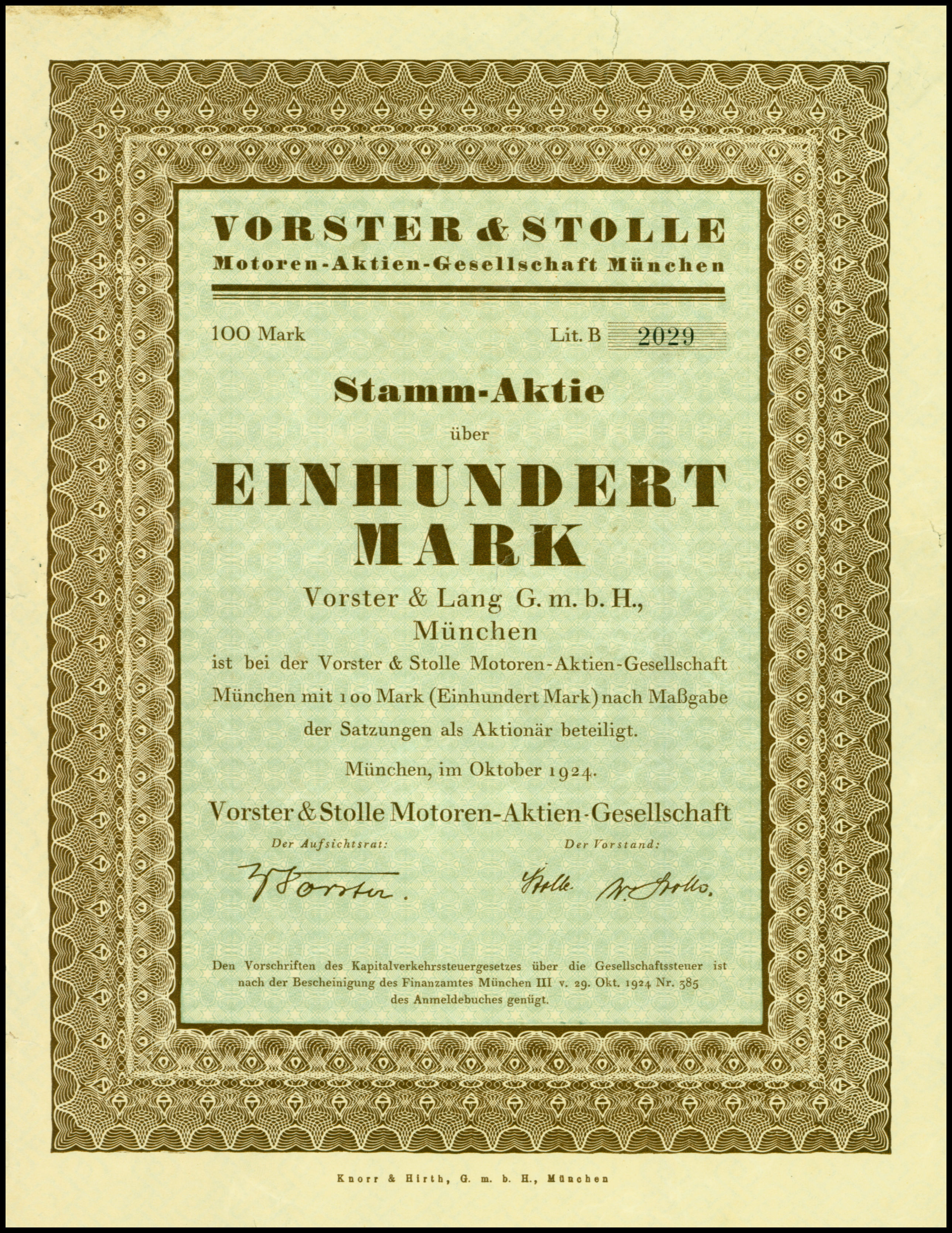
Namensaktie über 100 Mark der Vorster & Stolle Motoren-AG vom Oktober 1924

Die Vorster & Stolle Motoren AG war ein deutscher Hersteller von Automobilen.

## Unternehmensgeschichte
Hermann Vorster (ein Neffe von Hugo Stinnes), der Konstrukteur Martin Stolle und Ernst Hermann Sander gründeten am 14. Juni 1924 das Unternehmen in München. Das Aktienkapital betrug 160.000 Reichsmark. Die Produktion von Automobilen begann. Der Markenname lautete Stolle. Am 12. November 1926 endete die Produktion, als das Insolvenzverfahren beantragt wurde. Insgesamt entstanden 15 Fahrzeuge.

## Fahrzeuge
Das einzige Modell war der Stolle 6/40 PS. Ein Vierzylindermotor mit 1500 cm³ Hubraum, OHC-Ventilsteuerung und Königswelle leistete 40 PS. Der Radstand betrug 288 cm und die Spurbreite 130 cm. Karosserien entstanden bei Karosserie Alexis Kellner in Berlin, Rupflin in München und Neuer & Thieme in Ulm. Der Kaufpreis von 12.000 Reichsmark für das Fahrgestell und etwa 3000 Reichsmark für die Karosserie war für die damalige Zeit zu hoch.